# سید محمد جمالیان
سیدمحمد جمالیان (زاده ۱۳۵۷، اراک) نمایندهٔ دورهٔ دوازدهم مجلس شورای اسلامی از حوزه انتخابیه اراک، کمیجان و خنداب در استان مرکزی است که با کسب ۴۴۲۴۳ رای به مجلس شورای اسلامی راه پیدا کرد.
وی قبل از ورود به مجلس توانست با رایزنی های قانونی مبلغ قابل توجهی اعتبار دولتی جهت افتتاح بیمارستان ولیعصر اراک از وزارت بهداشت دریافت نماید
وی پیش تر رئیس دانشگاه علوم پزشکی اراک بود.